# Denis St. George Daly
Denis St. George Daly (Athenry, Galway, Irlanda, 5 de setembre de 1862 – Chipping Norton, Oxfordshire, Anglaterra, 16 d'abril de 1942) va ser un jugador de polo irlandès. El 1900 va prendre part en els Jocs Olímpics de París, on guanyà la medalla d'or en la competició de polo com a integrant de l'equip Foxhunters Hurlingham. En aquest equip també hi competien John Beresford, Foxhall Parker Keene, Frank MacKey i Sir Alfred Rawlinson.
Fill del segon baró de Dunsandle i Clanconal, no heretà els títols perquè en el moment de néixer els seus pares no estaven casats. Va servir a la 18a companyia Hussars i el més probable és que aprengués a jugar a polo durant la seva estada a l'Índia. En iniciar-se la Primera Guerra Mundial es reincorporà a l'exèrcit, el qual havia abandonat el 1893.